# 나바라 국왕
나바라 국왕(바스크어: Nafarroako errege, 스페인어: Rey de Navarra 레이 데 나바라[*], 프랑스어: Roi de Navarre 루아 드 나바르[*])은 나바라 왕국의 군주다.

## 아리스차가
- 에네코 아리스차(824—851/852)
- 가르체아 에네코이츠(851/852-882)
- 오르티 가르세이츠(882—905)

## 세메로가
- 안초 1세 가르체스(905-925)
- 세메로 가르체스(925-931)
- 가르체아 1세 산체스(931—970)
- 안초 2세 가르체스세(970-994)
- 가르체아 2세 산체스(?~1000?)
- 안초 3세 가르체스(992?-1035)
- 가르체아 3세 사노이츠(994-1004)
- 안초 3세 가르체스(1004—1035)
- 가르체아 3세 사노이츠(1035-1054)
- 안초 4세 가르체스(1054-1076)

1076년-1134년 아라곤과 연합(아라곤계 세메로가)
- 가르체아 4세 라미레스(1134-1150)
- 안초 6세(1150-1194) - 잉글랜드 왕 리처드 1세의 장인.
- 안초 7세(1194-1234)

### 아라곤계 세메로가
- 안초 5세 라미레스(1076-1094)
- 페트리 1세(1094-1104)
- 알리폰소 1세 로 바탈레로(1104-1134)

## 상파뉴가
- 티발트 1세(1234-1253)
- 티발트 2세(1253-1270)
- 헨리케 1세(1270-1274)
- 호아나 1세(1274-1305)

## 카페 왕조

### 카페가
- 필리페 1세 미남왕(1284-1305) - 명예왕, 호아나 1세의 부군.
- 루이스 1세 완고왕(1305-1316)
- 호아네스 1세 유복자왕(1316)
- 필리페 2세 장신왕(1316-1322)
- 카를로스 1세 미남왕(1322-1328)
- 호아나 2세(1328-1349)

### 에브뢰가
에브뢰 왕조는 프랑스의 필리프 3세의 서자인 에브뢰의 루이를 시조로 하는 가문으로 에브뢰의 루이가 에브뢰 백작에 임명된 것에서 유래한다. 필리프 데브뢰 백작은 루이 10세의 딸 호아나 2세와 결혼하여 나바르의 계승권을 확보했다. 그 뒤 샤를 4세가 필리프 3세의 누이인 잔 데브뢰와 결혼하여 이중으로 인척관계를 형성하였다.
- 필리페 3세(1328-1343) - 명예왕, 후아나 2세와 부군, 프랑스의 필리프 3세의 서자인 에브뢰의 루이의 아들
- 카를로스 2세(1349-1387)
- 카를로스 3세(1387-1425)
- 수리아 1세(1425-1441)

## 트라스타마라가
- 호아네스 2세(1425-1479) - 수리아 1세 생전엔 명예왕이었으나 아들 비아나 공 카를로스(카를로스 4세)와 딸 아라곤과 나바라 공주 블란카(수리아 2세)의 권한으로 나바라 통치
- 레오노르 1세(1479) - 가스통 4세 드 푸아 백작과 결혼

## 푸아가
- 프란치스코 1세 페부스(1479-1483) - 비아나 공 가스톤의 아들, 레오노르 여왕의 손자
- 카탈리나 1세(1483-1517) - 프란치스코의 여동생, 레오노르의 손녀

## 알브레가
- 호아네스 3세(1484—1516) - 명예왕, 카탈리나의 부군.
- 헨리케 2세(1517-1555)
- 호아나 3세(1555-1572) - 헨리케 3세의 어머니.

## 카페 왕조

### 부르봉가
- 안토니오 1세(1555–1562) - 명예왕

- 헨리케 3세 대왕(1572-1610)
- 루이스 2세 정의왕(1610-1620)

## 상 나바라의 군주
- - 1474년 이후 아라곤 왕 페르난도 2세는 상 나바라(남부 나바라, 현 스페인의 나바라 지방)를 점령, 페르난도 1세로서 상 나바라의 왕이 되었다. 그가 1504년에 상 나바라를 카스티야 왕국에 합병시켰다.

- 페르난도 1세(1474-1504)(아라곤 왕(페르난도 2세)(1474-1516), 나폴리 왕(1504-1516), 시칠리아 왕(1474-1516), 카스티야-레온 왕(페르난도 5세)(1474-1516) 겸임)

## 같이 보기
- 레온의 군주
- 아스투리아스의 군주
- 카스티야의 군주
- 아라곤의 군주
- 스페인의 군주
- 프랑스의 군주